# Аэс, Карлос де
Карлос Себастьян Педро Хуберт де А́эс (исп. Carlos de Haes; 27 января 1826, Брюссель — 17 июня 1898, Мадрид, Испания) — испанский художник-реалист, пейзажист бельгийского происхождения.

## Биография
Родился в семье бельгийского банкира Арнольда Корнелиуса де Хаса, который после краха его компании в 1835 году переехал в Малагу. Первым его учителем живописи был испанец Луис де ла Круз и Риос, придворный художник короля Фердинанда VII. В 1850—1855 годы снова жил в Бельгии, учился у Джозефа Кинакса (1822—1895), приёмам и методам, используемым в европейской живописи романтизма и реализма и повлиявшим на его творчество. В Брюсселе де Аэс встретился с другими известными европейскими художниками на ежегодной выставке Брюссельского салона. Увлекался импрессионизмом. Совершил путешествие по Голландии, Франции и Германии.
Вернувшись в Испанию в 1855 году, с большим успехом демонстрировал свои пейзажные картины на различных выставках в Мадриде, выиграв много наград и отличий, в том числе на Национальной выставке изобразительных искусств.
С 1857 года — профессор Королевской академии изящных искусств Сан-Фернандо в Мадриде. Воспитывал целое поколение испанских пейзажистов, в числе его учеников — Аурелиано де Беруэте, Дарио де Регойос, Хайме Морера и Казимиро Сайнц.
В 1860 году он стал членом Академии Сан-Фернандо. В 1870-х годах де Хейс, в основном, сфокусировал своё внимание на горных пейзажах Пиренеев и Сьерра-де-Гвадаррама в Кастилии, кроме того, он путешествовал по районам, которые до него игнорировались испанскими художниками. Создал ряд пейзажей небольшого формата в Арагоне, Эльче и на Мальорке.
Благодаря своему стилю реалистического пейзажа в отличие от преобладающего в те годы романтизма стал одним из самых известных и влиятельных пейзажистов страны.
Его работы экспонируются в музеях Малаги, Льейда и Мадрида (Прадо).

## Избранные картины
- «Улица в Толедо», ок. 1865, Прадо, Мадрид
- «Горы в Астурии», 1872, Национальный музей искусства Каталонии, Барселона.
- «Канал Манкорбо в Пиках Европы», 1876, Прадо, Мадрид
- «Пляж в Виллервилле. Нормандия», 1877—1884, Музей изобразительных искусств, Бильбао

## Галерея

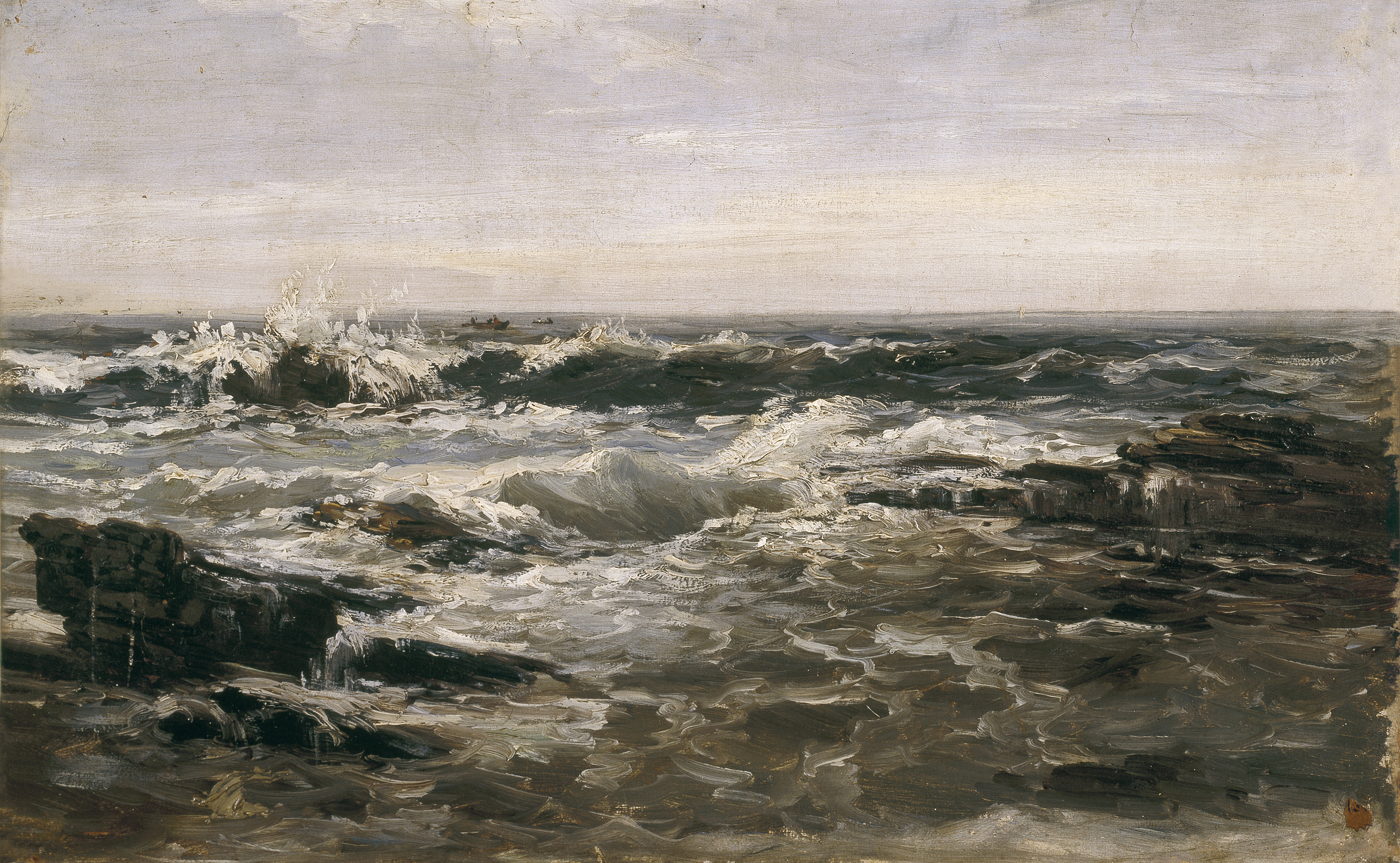
Прибой
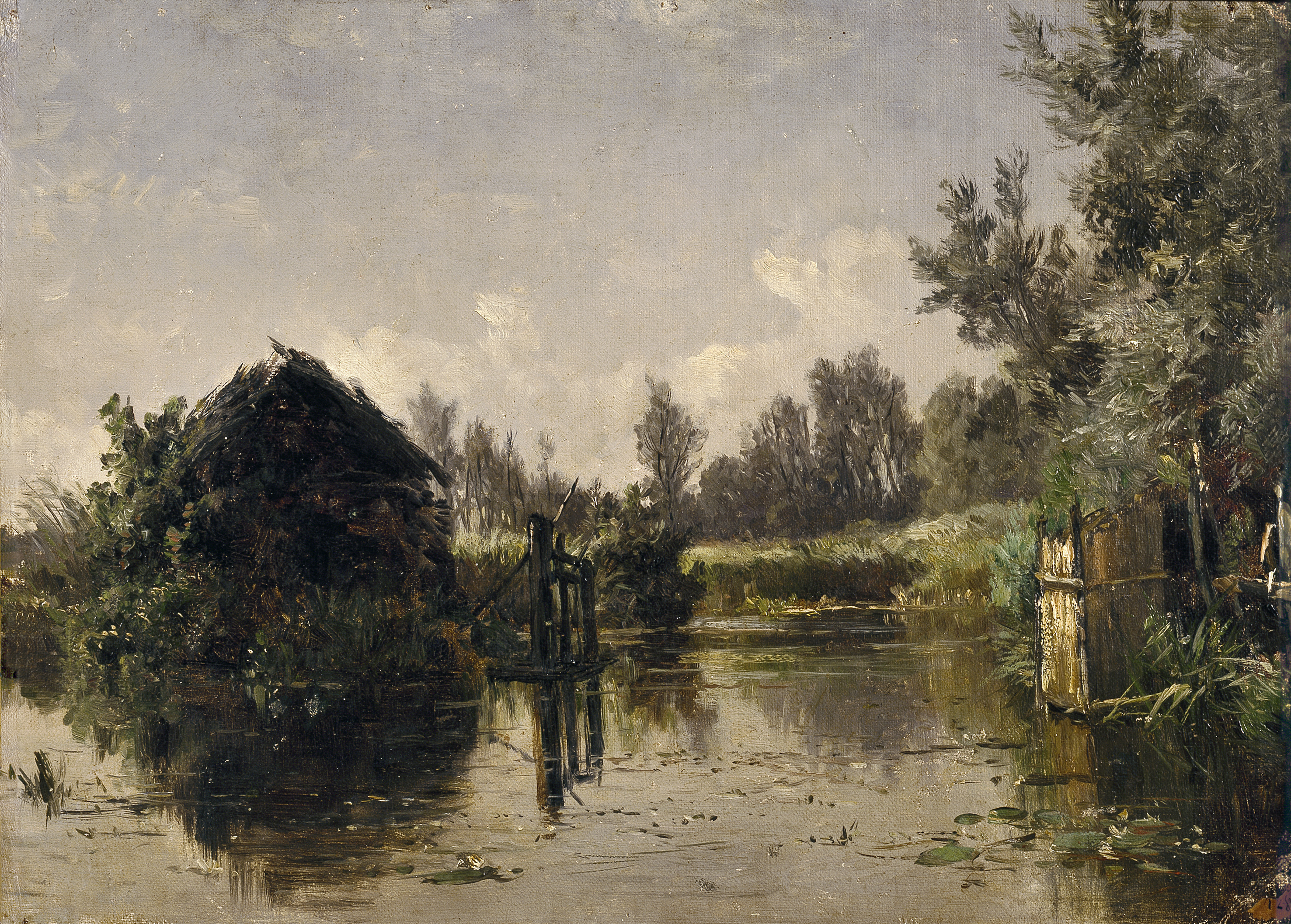
Заброшенный канал. Фрисландия (Нидерланды)
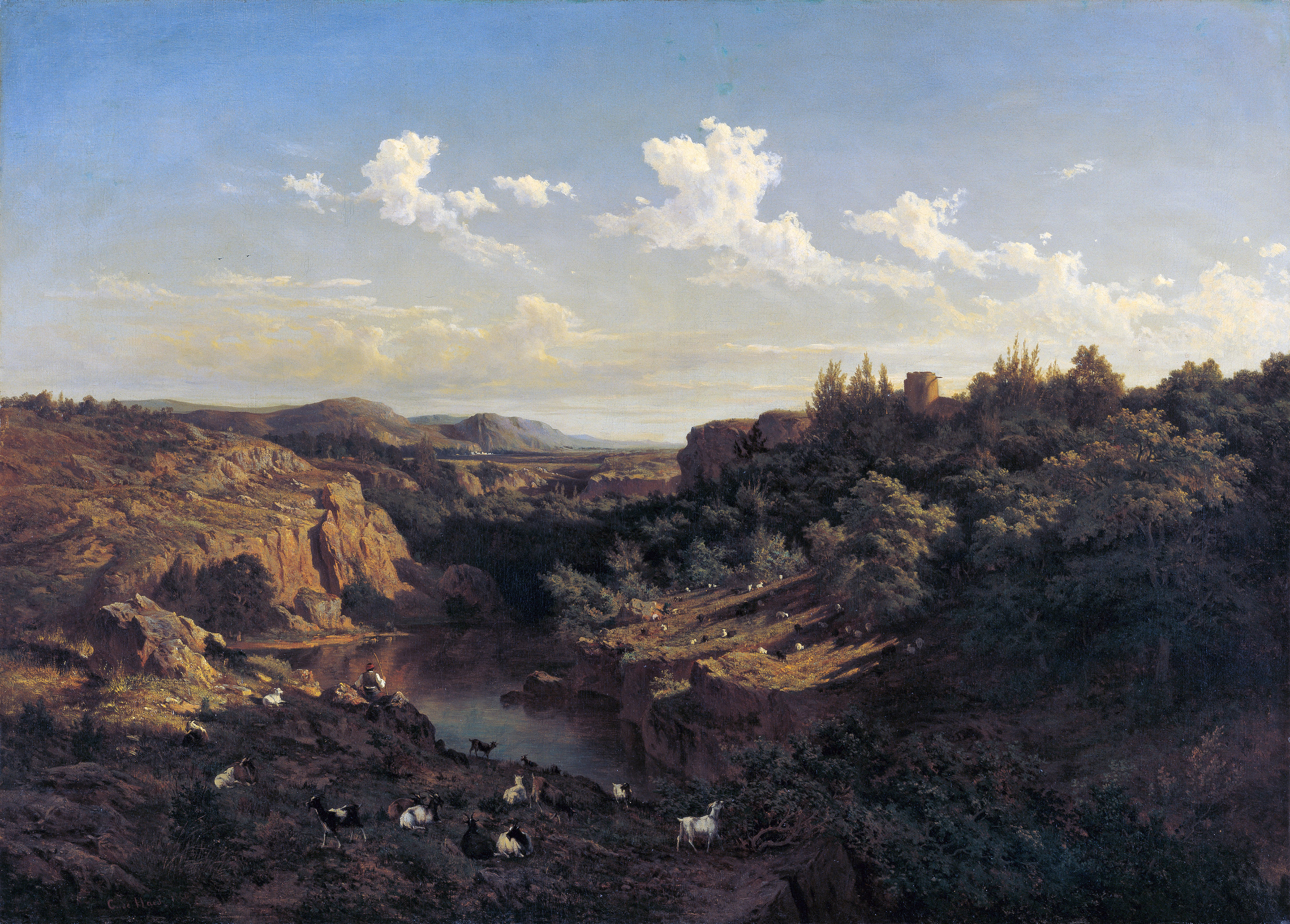
Пейзаж близ монастыря де Пьедра
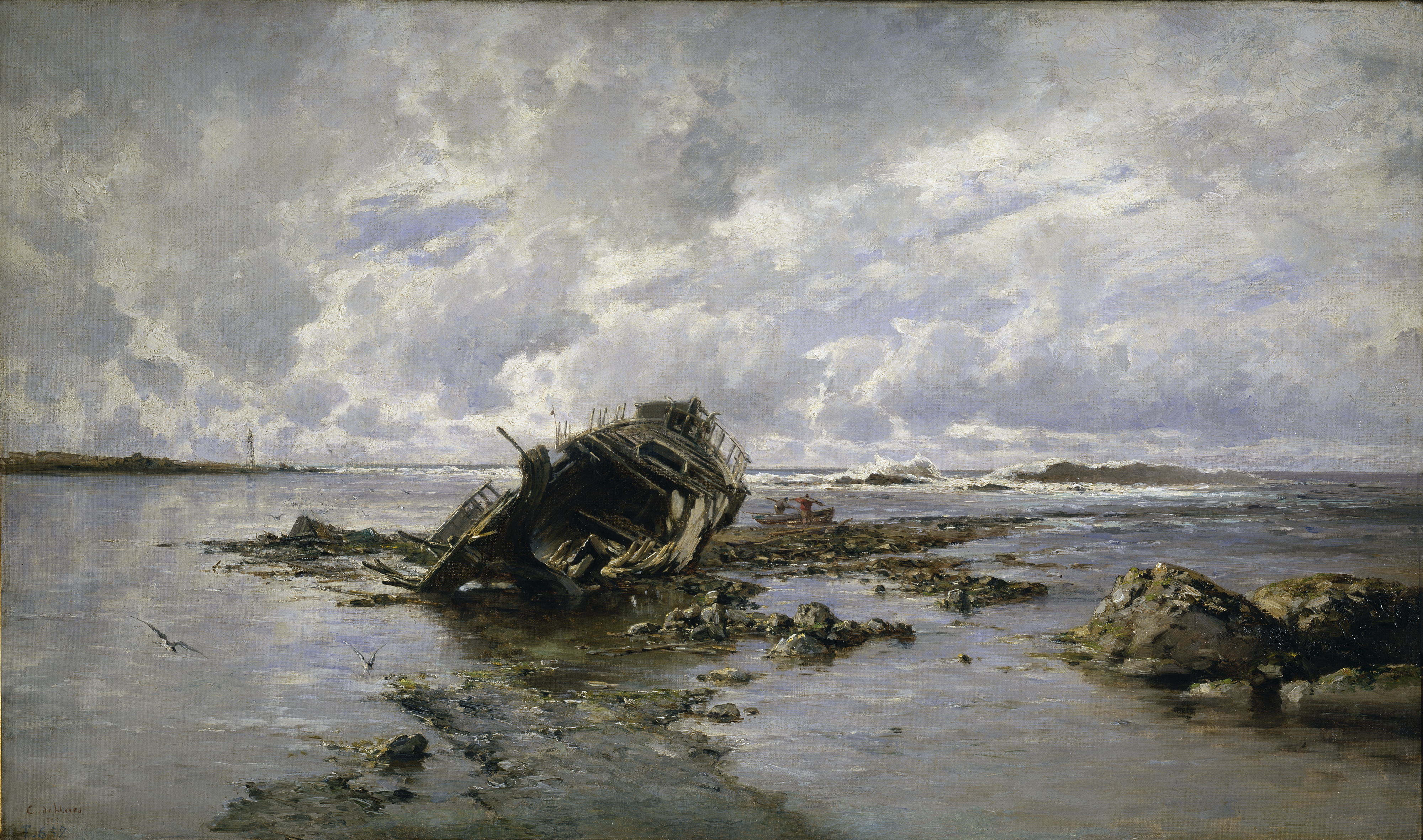
Затонувший корабль
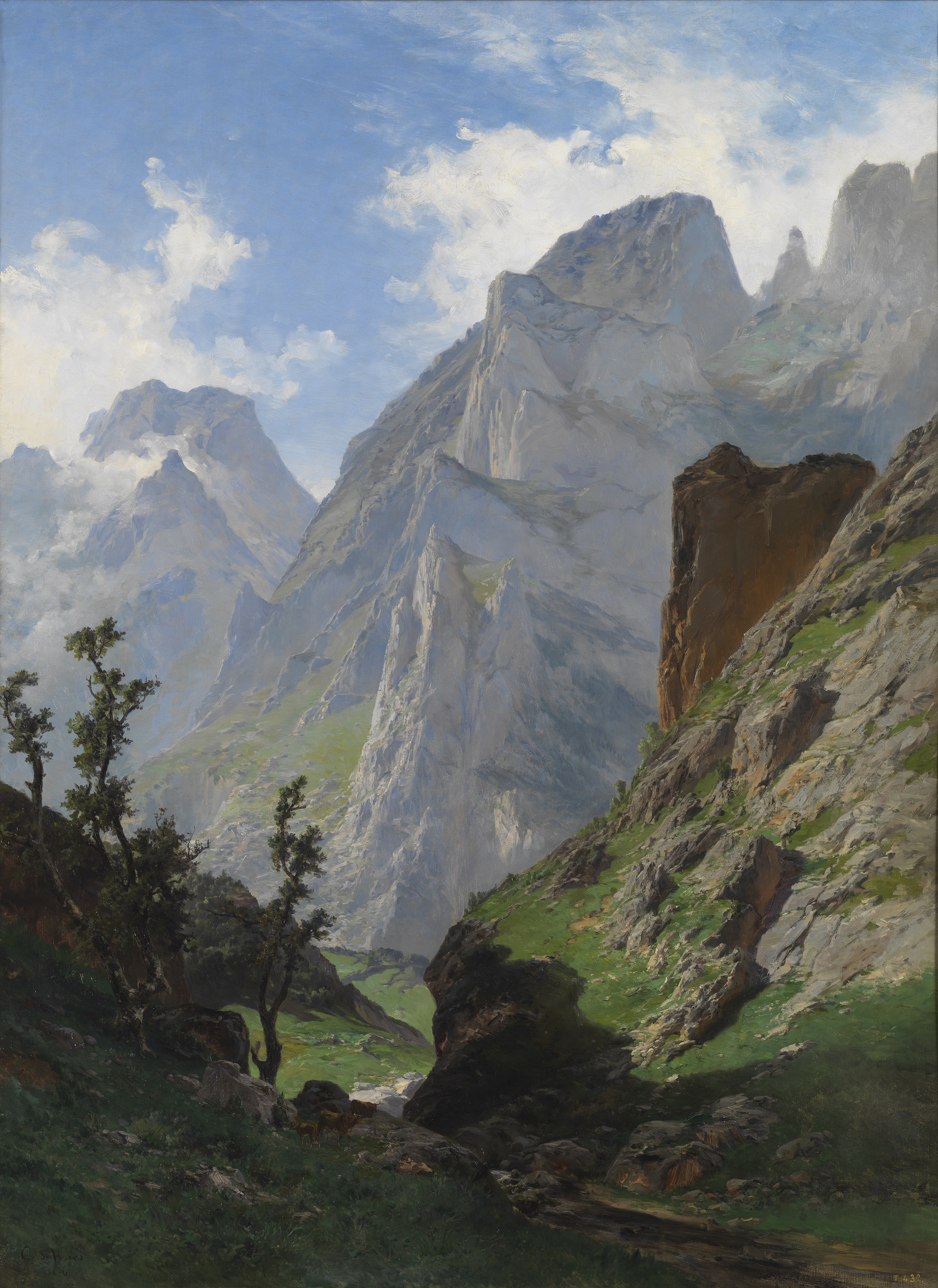
«Канал Манкорбо в Пиках Европы», 1876, Прадо, Мадрид
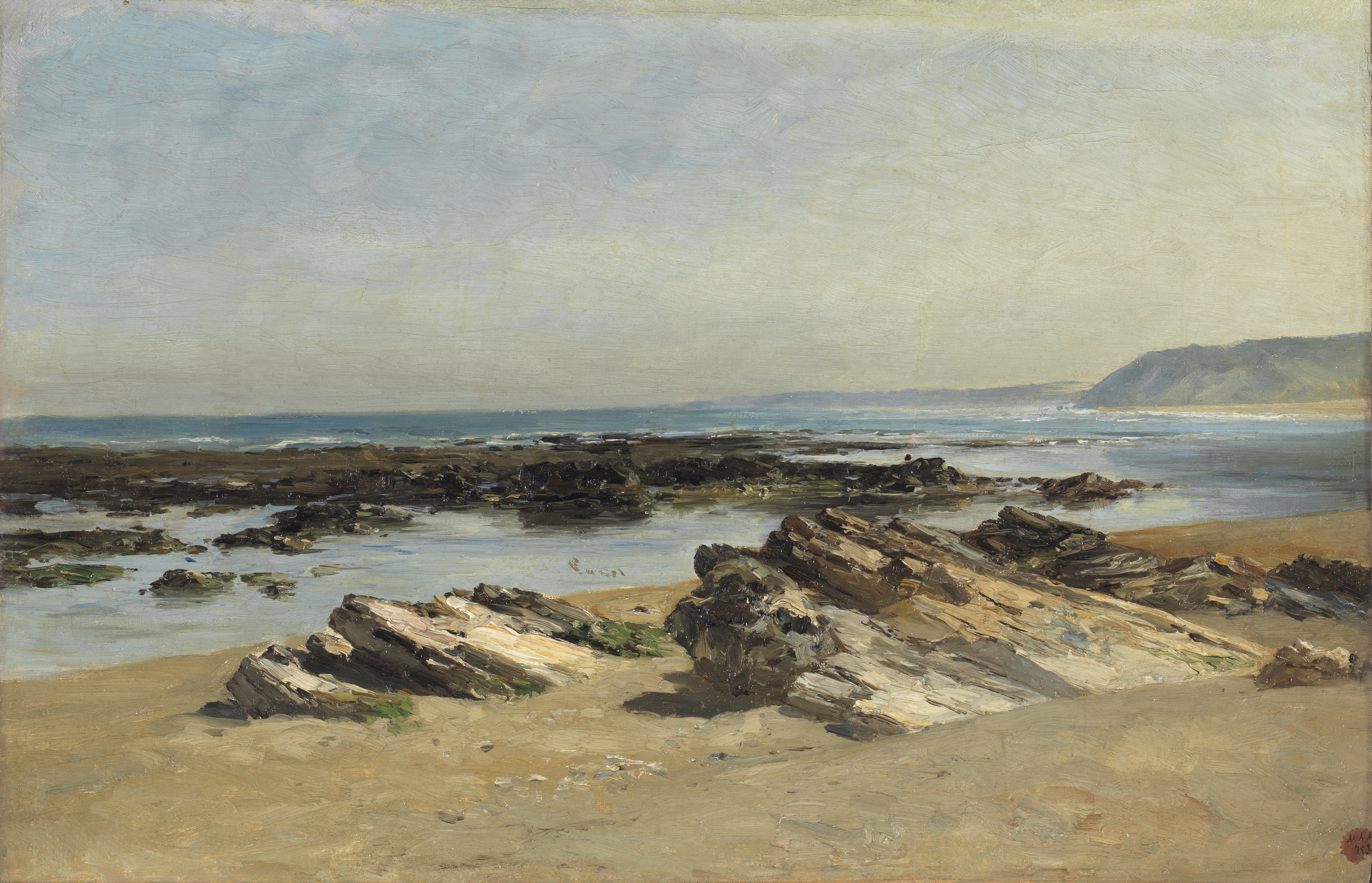
Отлив в Гетария
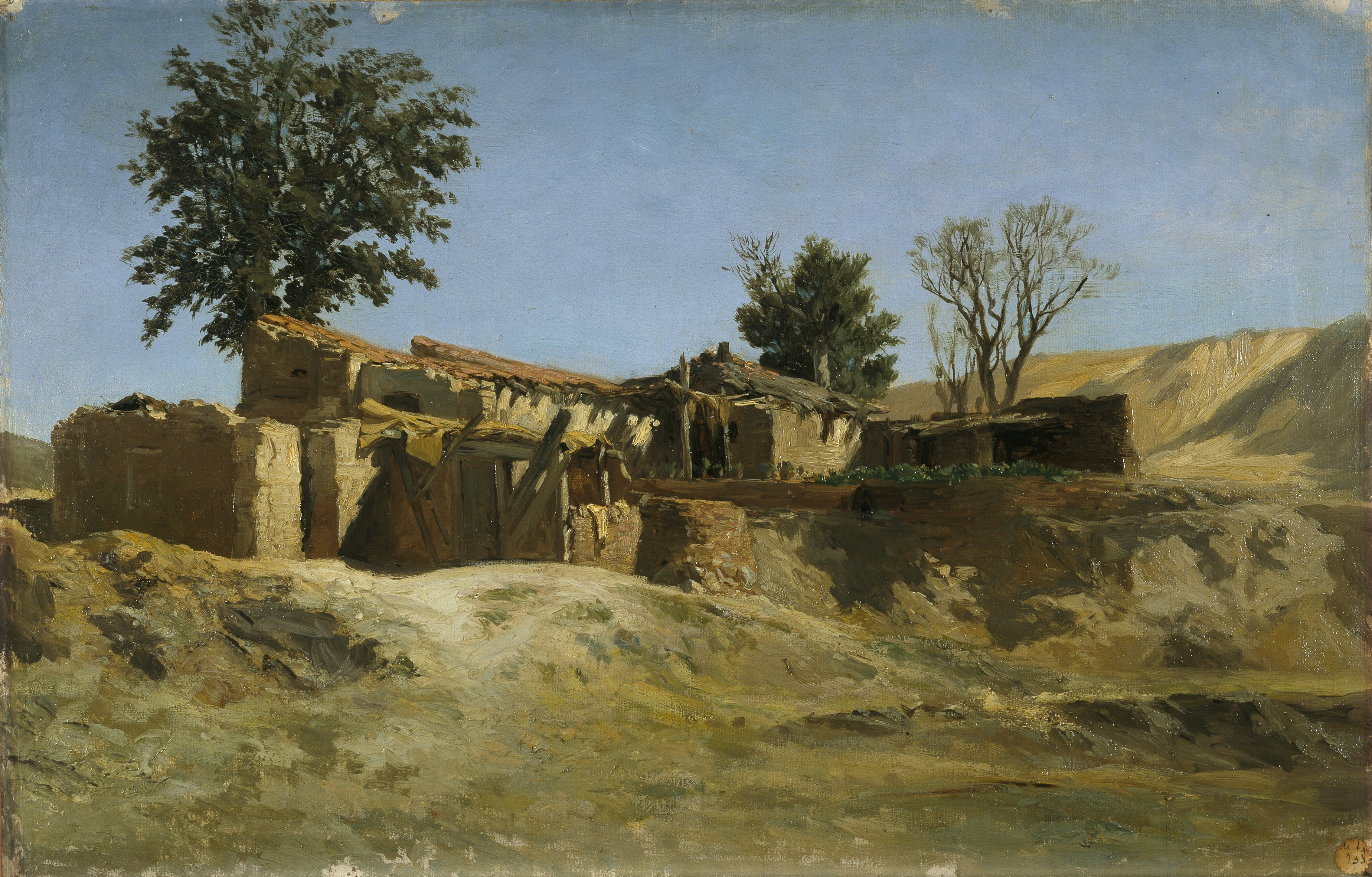
Руины в горах Пио
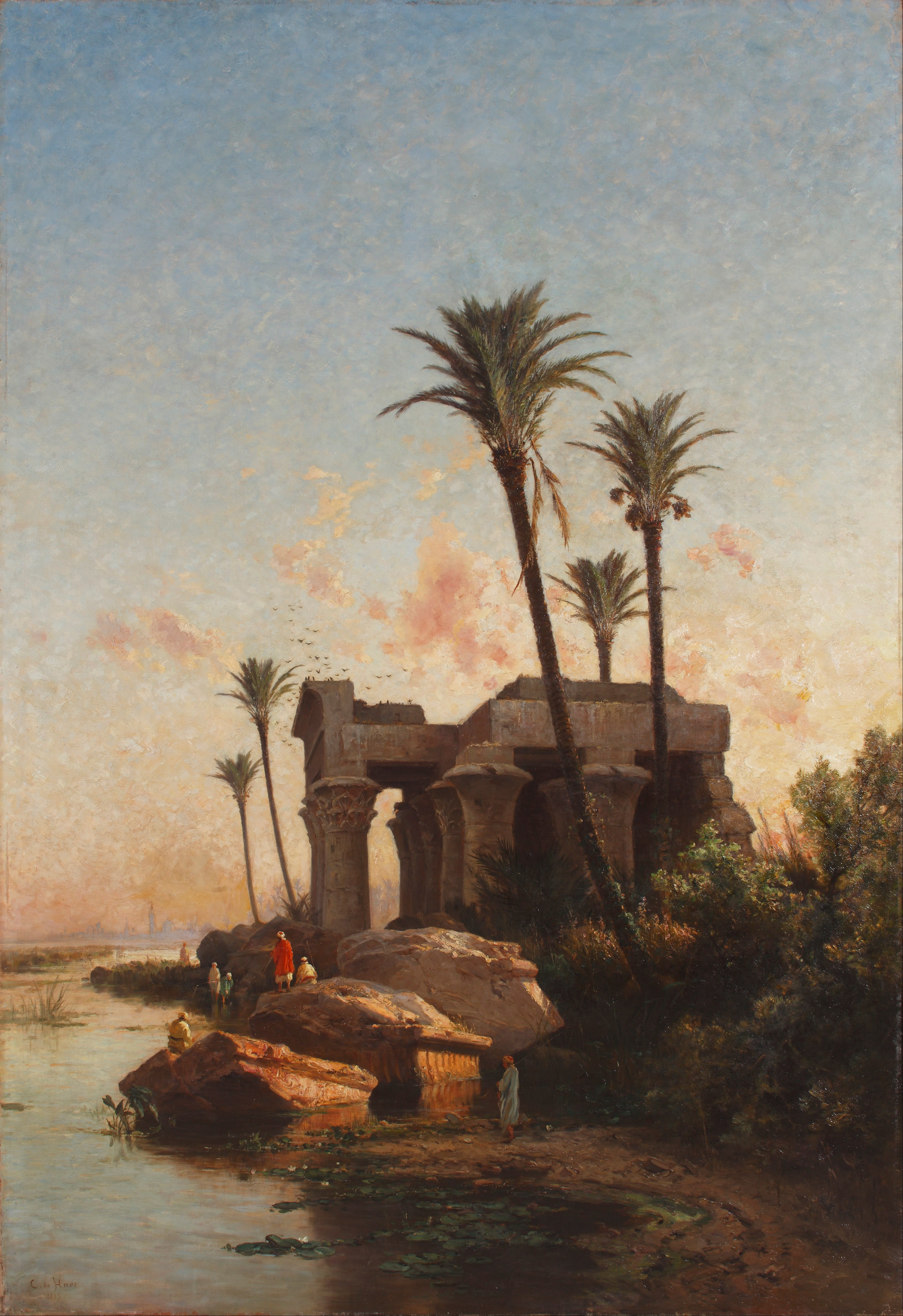
Египетский пейзаж